# Anandpur Sahib
Anandpur Sahib là một thành phố và là nơi đặt hội đồng đô thị (municipal council) của quận Rupnagar thuộc bang Punjab, Ấn Độ.

## Nhân khẩu
Theo điều tra dân số năm 2001 của Ấn Độ, Anandpur Sahib có dân số 13.886 người. Phái nam chiếm 53% tổng số dân và phái nữ chiếm 47%. Anandpur Sahib có tỷ lệ 73% biết đọc biết viết, cao hơn tỷ lệ trung bình toàn quốc là 59,5%: tỷ lệ cho phái nam là 77%, và tỷ lệ cho phái nữ là 68%. Tại Anandpur Sahib, 13% dân số nhỏ hơn 6 tuổi.